# Biscuitrog
De biscuitrog (Raja straeleni) is een vissensoort uit de familie van de Rajidae. De wetenschappelijke naam van deze roggensoort is voor het eerst geldig gepubliceerd in 1951 door Max Poll.
Het holotype is een mannelijk dier, met een totale lengte van 620 mm, gevangen op een diepte van 100 à 110 meter. Dit exemplaar en een twintigtal paratypes bevinden zich in het Koninklijk Belgisch Instituut voor Natuurwetenschappen in Brussel. Ze werden gevangen door een Belgische oceanografische expeditie naar de Afrikaanse kustwateren van de zuidelijke Atlantische Oceaan in 1948-49. Poll noemde de soort naar Victor Van Straelen, die de directeur was van het Instituut.
De soort wordt aangetroffen in de zuidelijke Atlantische Oceaan, tussen de evenaar en 22° zuiderbreedte. Zuidelijker wordt ze verdrongen door Raja clavata, waarmee ze veel gelijkenissen vertoont.
De rugzijde van de rog, die ongeveer 1 meter lang en 0,72 meter breed kan zijn, is bruin tot grijs met talrijke donkere vlekken, die regelmatig geplaatst zijn.
Het kleurpatroon en de kleurintensiteit lijken constant te zijn in deze soort. Bij jonge dieren zijn de donkere vlekken afwezig.